# Бенамехі
Бенамехі (ісп. Benamejí) — муніципалітет в Іспанії, у складі автономної спільноти Андалусія, у провінції Кордова. Населення — 5184 особи (2010).
Муніципалітет розташований на відстані близько 360 км на південь від Мадрида, 70 км на південь від Кордови.
На території муніципалітету розташовані такі населені пункти: (дані про населення за 2010 рік)
- Бенамехі: 5002 особи
- Ель-Техар: 182 особи

## Демографія
Динаміка населення (INE ):

## Галерея зображень

Розташування муніципалітету у провінції Кордова